# Гёльбаши (Анкара)
Гёльбаши́ (тур. Gölbaşı, букв. «У озера») — район Анкары, расположенный на юго-востоке в 20 км от центра города. Население по данным на 2012 год насчитывает 110 643 человек (из них 109 261 городских и 1 382 сельских жителей). Район знаменит озёрами Моган и Эймир, и является популярным объектом местного туризма.

## История
Район Гёльбаши является относительно новым. В 1936 году он входил в состав района Чанкая, а в 1955 году через него прошла автомагистраль Е5 Анкара-Конья, что ускорило прирост населения и развитие района.
Центр района располагается на берегу озера Моган, из-за чего район и получил своё название (тур. Gölbaşı — букв. «У озера»). В 1965 году был учреждён муниципалитет. Статус самостоятельного района (ильче) Гёльбаши получил лишь в 1983 году. С 1991 года район Гёльбаши входит в состав Анкары.
Территории, ныне входящие в состав района, были заселены издревле. В ходе исследовательских работ и раскопок были найдены следы проживания цивилизаций бронзового века, хеттов, фригийцев. Также на территории современного района Гёльбаши в разные исторические периоды проживали персы, римляне, византийцы, сельджуки и османы.
На территории района были найдены курганы и руины бронзового века, кладбища и колонны римской эпохи, руины церквей, монеты и руины византийского периода.
По некоторым данным, в 1402 году, во время ангорской битвы Тимур (Тамерлан) спрятал слонов в лесах, произраставших в данном районе.
В настоящее время Гёльбаши представляет собой развивающийся и растущий район, привлекающий множество местных туристов.

## География и климат
Район Гёльбаши расположен на высоте 974 метра над уровнем моря, на Анатолийском плато. Площадь района составляет 1 810 км². Граничит с районом Баля на востоке, Йенимахалле на западе, Хаймана на юге и Чанкая на севере.
Климат на территории района континентальный — зимы холодные с большим количеством осадков, лето жаркое и засушливое. Годовое количество осадков — около 400 мм. Средняя годовая температура составляет 11,7°С.
В районе расположено два озера, Моган и Эймир, которые пользуются большой популярностью у жителей Анкары в качестве места для отдыха и рыбалки, что делает район привлекательным для местного туризма.
Также в Гёльбаши расположена пещера Тулумташ, длина которой составляет 5 км, ширина 1-1,5 км, а высота 30-40 метров. Пещера имеет большое количество хемогенных отложений, украшена сталактитами и сталагмитами, однако закрыта для посещений.

## Растительный и животный мир
Несмотря на расположение в степной зоне, вследствие наличия в районе двух крупных озёр флора и фауна Гёльбаши отличается значительным разнообразием. Озёра богаты рыбой (щука, сазан, линь, окунь), и служат местом обитания, миграции и гнездования множества птиц, среди которых встречаются и занесённые в Международную красную книгу виды (савка, белоглазый нырок, степная пустельга и др.).
Достаточно большую площадь занимают природные и искусственно насаждённые хвойные леса.
В целом в районе Гёльбаши произрастает около 488 видов растений, среди которых можно назвать
маки (Papaver rhoeas), восточный миндаль (Amygdalus orientalis), сухоцвет однолетний (Xeranthemum annuum) и др. Многие из растений, произрастающих в районе Гёльбаши, являются эндемиками. Так, известны эндемики рода боярышник (Crataegus dikmensis), лютик (Rannunculus isthmicus), особо распространены в марте расцветают анкарские крокусы (Crocus ancyrensis). Абсолютным эндемиком является василёк Чихачёва(Centuarea Tchihatcheffii), который в дикой природе произрастает только в районе Гёльбаши, на западном берегу озера Моган, и считается своеобразным символом района.
Большая часть района входит в состав особо охранной природной зоны.(имеет статус)